# تيري رايت
تيري رايت (بالإنجليزية: Terry Wright)‏ هو لاعب اتحاد الرغبي نيوزلندي، ولد في 21 مارس 1963 في أوكلاند في نيوزيلندا.

## وصلات خارجية
- تيري رايت عل موقع إسبنسكروم (الإنجليزية)